# Mistrzostwa Oceanii w Zapasach 2012
Mistrzostwa Oceanii w zapasach w 2012, odbywały się w dniach 27-29 stycznia w Sydney w Australii na terenie HK Ward Gymnasium University of Sydney. W tabeli medalowej tryumfowali zapaśnicy z gospodarzy.

## Wyniki

### Styl klasyczny
| Konkurencja         | Złoto             | Srebro          | Brąz                     |
| Kategoria do 60 kg  | Deon Swart        | Bradley Umang   | ----                     |
| Kategoria do 66 kg  | Mehrdad Tarash    | Iki Ekeroma     | Franson Gibbons          |
| Kategoria do 74 kg  | Hassan Shahsavan  | Keitani Graham  | Clinton Davies           |
| Kategoria do 84 kg  | Ali Abdo          | Faamau Afele    | Craig Miller             |
| Kategoria do 96 kg  | Priscus Fogagnolo | Lawrence Uwelur | Sam Belkin Waylon Muller |
| Kategoria do 120 kg | Iwan Popow        | Marcus Carney   | ----                     |

### Styl wolny
| Konkurencja         | Złoto             | Srebro          | Brąz             |
| Kategoria do 60 kg  | Farzad Tarash     | Karim Moradi    | ----             |
| Kategoria do 66 kg  | Jayden Lawrence   | Scott Duenas    | Caleb Scanlan    |
| Kategoria do 74 kg  | Ali Abdo          | Clinton Davies  | Tuigamala Iosefo |
| Kategoria do 84 kg  | Faisal Attayee    | David Karamanis | Travis Nua       |
| Kategoria do 96 kg  | Priscus Fogagnolo | Carl Floor      | Sam Belkin       |
| Kategoria do 120 kg | Florian Temengil  | Marcus Carney   | Parampal Singh   |

Justin Holland (55 kg) z Australii był jedynym zgłoszonym zawodnikiem w swojej kategorii i nie został uwzględniony w tabeli jako złoty medalista.

### Styl wolny - kobiety
| Konkurencja        | Złoto         | Srebro           | Brąz |
| Kategoria do 63 kg | Maria Dunn    | Tayla Ford       | ---- |
| Kategoria do 72 kg | Emma Chalmers | Samalia Mata'afa | ---- |

Carissa Holland (48 kg) z Australii była jedyną zgłoszoną zawodniczką w swojej kategorii i nie została uwzględniona w tabeli jako złota medalistka.

## Tabela medalowa
Gospodarz mistrzostw został zaznaczony kolorem.
| Poz. | Państwo            |    |    |    | Łącznie |
| ---- | ------------------ | -- | -- | -- | ------- |
| 1    | Australia          | 11 | 1  | 1  | 13      |
| 2    | Nowa Zelandia      | 1  | 5  | 4  | 10      |
| 3    | Palau              | 1  | 1  | 1  | 3       |
| 4    | Guam               | 1  | 1  | 0  | 2       |
| 5    | Samoa Amerykańskie | 0  | 2  | 3  | 5       |
| 6    | Mikronezja         | 0  | 2  | 0  | 2       |
| 7    | Samoa              | 0  | 2  | 0  | 2       |
| 8    | Wyspy Marshalla    | 0  | 0  | 1  | 1       |
|      | Łącznie            | 14 | 14 | 10 | 38      |